# Aérodrome de Maïmana
L'aérodrome de Maïmana (code IATA : MMZ, OACI : OAMN) est situé à un kilomètre au nord-ouest du village de Maïmana dans une vallée cernée de montagnes, particulièrement au sud dans une direction est-ouest avec des pics culminant à plus de 3500 mètres. Il est situé à 39 kilomètres au sud-est de la frontière Turkmenistan et 103 kilomètres au sud de la ville d'Andkhoi.

## Situation
La piste de l'aérodrome de Maïmana est en gravier avec la présence de sols mous. L'aérodrome dispose d'une tour de contrôle avec une présence humaine épisodique. On note la présence d'une activité militaire sans contact VHF.

## Compagnies aériennes et destinations
- Néant